# Oh! Darling
Oh! Darling (englisch für: Oh! Liebling) ist ein Lied der britischen Band The Beatles, das 1969 auf ihrem elften Studioalbum Abbey Road veröffentlicht wurde. Komponiert wurde es von John Lennon und Paul McCartney und unter der Autorenangabe Lennon/McCartney veröffentlicht.

## Hintergrund
Oh! Darling basiert hauptsächlich auf den musikalischen Ideen von Paul McCartney.
Das Lied wurde im Januar 1969 während der Get Back / Let It Be-Session mehrmals geprobt, eine dieser Proben wird auch im Film Let It Be gezeigt.
Oh! Darling wurde auch am 27. Januar 1969 im Apple Studio mehrmals geprobt. Eine der Aufnahmen wurde 1996 auf dem Album Anthology 3 veröffentlicht, bei der John Lennon gegen Ende des Liedes verkündet, dass die Scheidung von Yoko Ono und Tony Cox durch und man nun endlich frei sei. Anschließend begann Lennon Oh! Darling mit einem abgeänderten Text, der sich auf die Scheidung bezieht, weiter zu singen.
Paul McCartney lebte in der Cavendish Avenue, nur zwei Straßen von der Abbey Road entfernt, und so war es nicht ungewöhnlich, vor den anderen Beatles anzukommen, um seinen Gesang während der Aufnahmen zum Album Abbey Road für den Song zu proben.
Alan Parsons erinnerte sich: „Paul kam an mehreren Tagen, um den Lead-Gesang bei Oh! Darling zu proben. Er kam herein, sang es und sagte: ‚Nein, das ist es nicht, ich werde es morgen noch einmal versuchen.‘ Er versuchte es nur einmal am Tag, ich nehme an, er wollte eine gewisse Rohheit einfangen, die nur einmal gebracht werden konnte, bevor sich die Stimme änderte.“
John Lennon meinte 1980 dazu: „Oh! Darling war ein großartiger Song von Paul, den er nicht so gut sang. Ich dachte immer, ich hätte es besser machen können – es war mehr mein Stil als sein Stil.“

## Aufnahme
Oh! Darling wurde am 20. April 1969 im Studio 3 der Londoner Abbey Road Studios mit dem Produzenten Chris Thomas aufgenommen. Jeff Jarratt war der Toningenieur der Aufnahmen. Die Beatles nahmen in einer fünfstündigen Aufnahmesession zwischen 19 und 0:45 Uhr (morgens), 26 Takes auf, die live eingespielt wurden. Sie hielten den Take 26 für die beste Aufnahme und stellten eine vorläufige Stereoabmischung her. Der Arbeitstitel des Liedes war Oh! Darling (I'll Never Do You No Harm).
Am 26. April wurde der Gesang von Paul McCartney auf Take 26 in den Abbey Road Studios (Studio 2) mit dem Produzenten Chris Thomas aufgenommen. Jeff Jarratt war der Toningenieur der Aufnahmen.
Am 17. Juli wurden weitere Overdubs und Gesangsteile in den Abbey Road Studios (Studio 3) aufgenommen, Produzent war George Martin, der Toningenieur Phil McDonald. Am 18. und 22. Juli sang McCartney das Lied erneut ein. Am 23. Juli wurde dann die endgültige Version eingesungen.
Am 11. August wurde der Hintergrundgesang für Oh! Darling aufgenommen. Am 12. August erfolgte die Stereoabmischung von Oh! Darling.
Besetzung:
- John Lennon: Leadgitarre, Hintergrundgesang
- Paul McCartney: Klavier, Gesang
- George Harrison: Bass, Hintergrundgesang
- Ringo Starr: Schlagzeug, Tamburin
- Billy Preston: Orgel

## Veröffentlichungen
- Am 26. September 1969 erschien in Deutschland das 15. Beatles-Album Abbey Road, auf dem Oh! Darling enthalten ist. In Großbritannien wurde das Album ebenfalls am 26. September veröffentlicht, dort war es das zwölfte Beatles-Album.
- In den USA erschien das Album fünf Tage später, am 1. Oktober, dort war es das 18. Album der Beatles.
- Im Juni 1970 wurde in Portugal (Katalognummer: Odeon 8E 006-04 423 M)[1] und Japan (Katalognummer: Apple AR 2520)[2] die Single Oh! Darling / Here Comes the Sun aus dem Album Abbey Road ausgekoppelt.
- Am 25. Oktober 1996 wurde das Kompilationsalbum Anthology 3 veröffentlicht, auf dem sich eine Version von Oh! Darling befindet, die am 27. Januar 1969 während der Aufnahmen zum Album Let It Be entstand.
- Am 27. September 2019 erschien die 50-jährige Jubiläumsausgabe des Albums Abbey Road (Super Deluxe Box), auf dieser befindet sich eine bisher unveröffentlichte Version (Take 4) von Oh! Darling.
- Am 10. November 2023 wurde das Kompilationsalbum 1967–1970 erneut wiederveröffentlicht, auf diesem befindet sich erstmals Oh! Darling, hier in der von Giles Martin und Sam Okell 2019 neu abgemischten Version.

## Coverversionen
Folgend eine kleine Auswahl:
- Robin Gibb – Sgt. Pepper's Lonely Hearts Club Band (Soundtrack)[3]
- George Benson – The Other Side of Abbey Road[4]
- Florence + The Machine – Lungs (Box)[5]
- Union – Union[6]
- Dana Fuchs – im Musikfilm Across the Universe von 2007.